# Jean-Antoine Carrel
Pour les articles homonymes, voir Carrel.
 (janvier 2017).
Si vous disposez d'ouvrages ou d'articles de référence ou si vous connaissez des sites web de qualité traitant du thème abordé ici, merci de compléter l'article en donnant les références utiles à sa vérifiabilité et en les liant à la section « Notes et références ».
Jean-Antoine Carrel, né le 16 janvier 1829 à Valtournenche, en Vallée d'Aoste, mort le 26 août 1890, est un guide de montagne italien, surnommé « le bersaglier », en raison de sa participation aux trois guerres d’indépendance italiennes (1848-1866).
Jean-Antoine Carrel était berger, chasseur, paysan et artisan, mais surtout un excellent grimpeur, le premier valdôtain dont l’âme de conquérant des sommets soit devenue légendaire.

## Biographie

### Jeunesse
Il naît en 1829 au hameau Avouil, dans la commune de Valtournenche, dans la haute vallée du même nom, la vallée du Cervin, et les années de son adolescence sont marquées par le service militaire, qui coïncide avec la première guerre d'indépendance italienne (1848-1849) : il combat comme bersaglier à bataille de Saint-Martin et est nommé au grade de sergent ; dès lors il devient « le bersaglier » pour ses compatriotes.
Ce surnom bien s’adaptait à un homme qui était par sa nature un meneur, un chef, orgueilleux, mais aussi sérieux et fiable : il avait fait de la conquête du Cervin le but de sa vie, et il considérait le défi à cette montagne comme une affaire personnelle.

### Le Cervin
Pas très convaincu, il fait une première tentative en 1857 avec Jean-Jacques Carrel et un jeune séminariste, Aimé Gorret. Il gagne pour la première fois l'arête du Lion.
En 1862 eut lieu la célèbre tentative de l’Irlandais John Tyndall, qui, accompagné par deux guides suisses et par Carrel en tant que porteur, gagna le sommet qui sera ensuite nommé pic Tyndall, et s’arrêta au passage de l’Enjambée. Il demanda à Carrel son avis, vu que les guides suisses, qui auparavant s’étaient montrés assez hautains, proposaient de renoncer à poursuivre la marche. Mais l’orgueilleux valdôtain répondit : « Demandez ça à vos guides, moi je ne suis qu’un porteur ». Tyndall n’apprécia pas ce tressaillement d’esprit de clocher, et au cours des années suivantes, il exprima des avis assez défavorables envers le guide valtournain.
En 1861 aussi l’Anglais Edward Whymper était « tombé amoureux » de ce sommet, et se met en contact avec Carrel pour tenter l’exploit d'escalader ensemble le Cervin depuis le côté suisse, mais ils ne parviennent pas à un accord, parce que Jean-Antoine voulait que son frère Jean-Jacques rentre aussi dans la cordée. En 1865, une compétition pour la conquête du Cervin l'opposait à l'alpiniste britannique : les frères Carrel partirent sur le versant italien et Whymper, presque au même moment, de Zermatt en Suisse, avec un guide bernois, et rejoint un point que personne n’avait jamais rejoint, mais les Carrel, pour lui démontrer leurs capacités, dépassent le record de l’Anglais et gagnent la Crête du Coq (4 032 m) où ils gravent une inscription dans le rocher. Ensuite, celui-ci lança au Cervin d’autres attaques, qui furent toujours repoussées par le mauvais temps, mais, au mois de juillet de 1865, lorsqu’il était en train de préparer une voie ensemble avec un autre célèbre guide valtournain, Jean-Joseph Maquignaz, pour une probable première ascension du ministre Quintino Sella, les premiers conquérants apparaissent sur le sommet : Carrel reconnaît les pantalons blancs de Whymper et, pris par le découragement, se retire avec ses compagnons. À la descente, plusieurs compagnons de Whymper périrent en raison de la rupture d'une corde.
Grâce à l’éloquence de l’abbé Gorret et de l’ingénieur Giordano, Carrel décida de tenter l’ascension par la paroi sud-ouest (italienne), qui fut portée à terme deux jours après, malgré des difficultés bien plus importantes que celles réservées à l’équipe de Whymper du côté suisse.

### Les Andes
Le différend avec Whymper fut tôt recomposé, surtout en vertu du fait qu’il estimait beaucoup le guide valdôtain : il lui demanda en effet de l’accompagner pour une mission dans les Andes équatoriennes. Ils portèrent à terme ensemble la première ascension du Chimborazo (6 130 m) et la cinquième du Cotopaxi (5 943 m), et d’autres cimes aussi, entre 4 000 et 5 000 mètres. Au cours de cette expérience, les deux alpinistes connurent aussi le mal de montagne, que le sage guide valtournain décida de soigner à l’aide d’un verre de vin chaud, plutôt que de recourir aux médicaments.

### Fin de vie

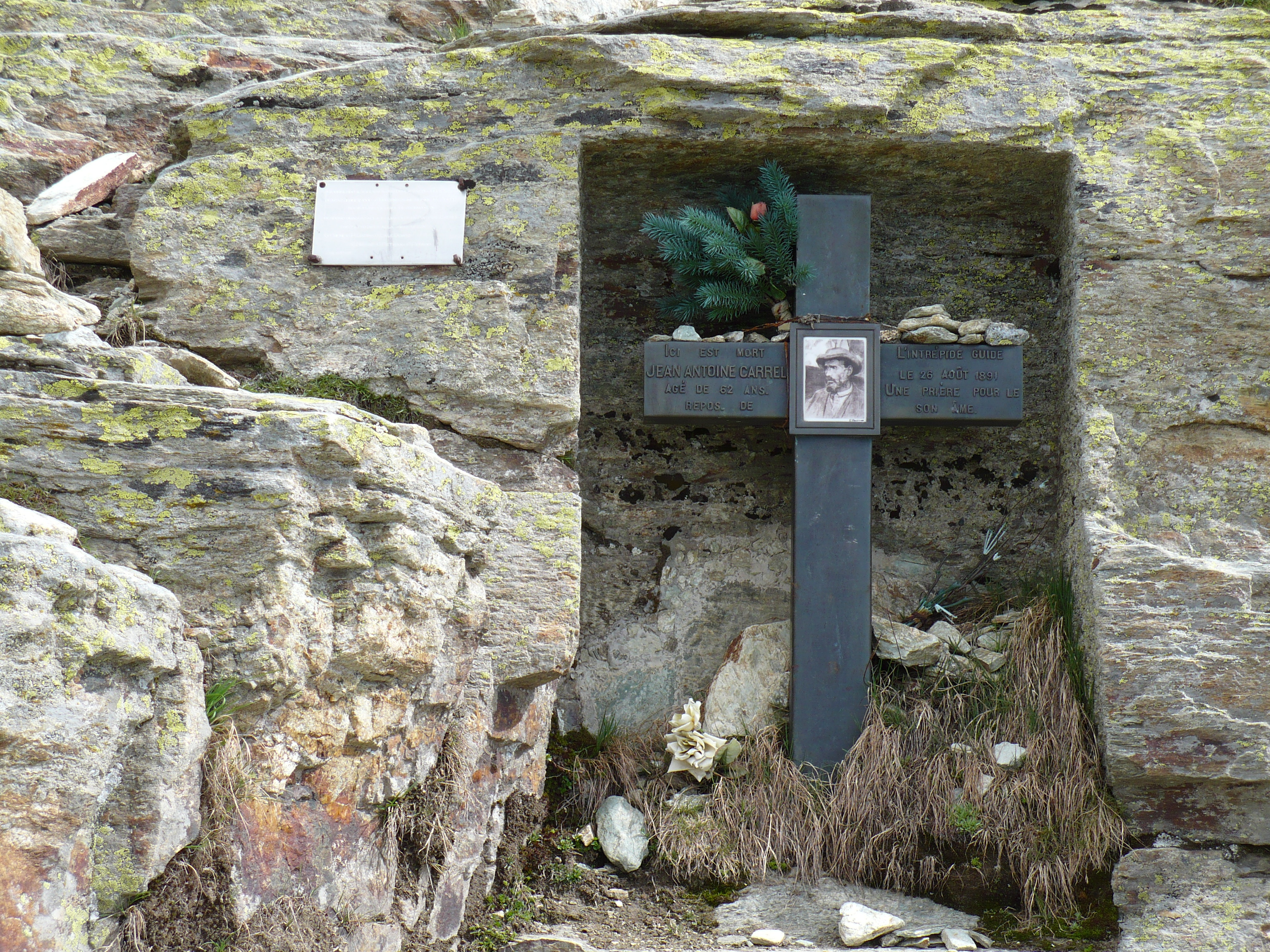
La croix Carrel qui marque l'endroit où il mourut, sur la route du Cervin, portant une date erronée.

De retour en Angleterre, Whymper fit l’éloge du guide valdôtain, qui, quant à lui, revint à l'agriculture, le métier de guide ne lui donnant pas de quoi entretenir sa famille et ses 12 enfants.
Le 26 août 1890, il accomplit sa 51e ascension du Cervin, avec Léon Sinigaglia et Charles Gorret. Le retour fut particulièrement difficile à cause du mauvais temps. Il réussit à ramener ses clients sains et saufs au pied du Cervin et mourut d'épuisement à l’endroit où se trouve encore aujourd’hui la Croix Carrel.

## Postérité
Le destin de Carrel est l'objet de plusieurs films par exemple celui de Nunzio Malasomma La bataille pour le Cervin (1928).
Un refuge sur la voie normale au Cervin sur le versant italien lui a été dédié.